# Danh sách chi của Noctuidae:E
Noctuidae là một họ bướm đêm lớn gồm rất nhiều chi:
A B C D E F G H I J K L M N O P Q R S T U V W X Y Z
| - Ebertidia - Ecbolemia - Eccleta - Eccrita - Echana - Echanella - Echinocampa - Eclipsea - Ecnomia - Ecpatia - Ecthetis - Ecthymia - Ectoblemma - Ectochela - Ectogonia - Ectogoniella - Ectolopha - Ectopatria - Ectrogatha - Edessena - Edlaeveria - Edmondsia - Edyma - Effractilis - Eggyna - Egira - Egnasia - Egnasides - Egone - Egryrlon - Egybolis - Eicomorpha - Elaemima - Elaeodopsis - Elaphria - Elaphristis - Elecussa - Eleemosia - Elegarda - Elegocampa - Elesotis - Elixoia - Elocussa - Elousa - Elpia - Elusa - Elwesia - Elydna - Elygea - Elyptron - Elyra - Emarginea - Emariannia - Emboloecia - Emmelia - Empelathra - Empusada - Enargia - Encruphion - Enea - Enedena - Engelhardtia - Engusanacantha - Enigmogramma - Enispa - Enispades - Enispodes - Enmonodia - Enmonodiops - Ensipia - Enterpia - Entomogramma - Enydra - Eogena - Eopaectes - Eordaea - Eosphoropteryx - Epa | - Epharmottomena - Ephesia - Ephyrodes - Epicarsia - Epicausis - Epicerynea - Epiconcana - Epicyrtica - Epidelta - Epidemas - Epidromia - Epiglaea - Epigrypera - Epigrypodes - Epilecta - Epilitha - Epimecia - Epimeciodes - Epinyctis - Epioecia - Epipsammia - Epipsilia - Epipsiliamorpha - Epischausia - Episcotia - Episema - Episparina - Episparis - Episparonia - Episteme - Epistona - Epistrema - Epitausa - Epithisanotia - Epitomiptera - Epitripta - Epizeuxis - Epopsima - Eporectis - Equatosypna - Erastrifacies - Erastriopis - Erastroides - Ercheia - Erebophasma - Erebostrota - Erebothrix - Erebus - Eremaula - Eremnophanes - Eremobastis - Eremobia - Eremobina - Eremochlaena - Eremochroa - Eremodrina - Eremohadena - Eremonoma - Eremophysa - Eremopola - Ericathia - Ericeia - Eriocera - Eriopyga - Eriopygodes - Erioscele - Erna - Erocha - Eromene - Eromidia - Erygansa - Erygia - Erymella - Erysthia - Erythroecia - Erythrophaia - Erythroplusia | - Erythrotis - Escandia - Escaria - Escua - Essonistis - Estagrotis - Esteparia - Esthlodora - Estimata - Ethionodes - Ethiopica - Ethioterpia - Euaethiops - Euagrotis - Euamiana - Euaontia - Eublarginea - Eublemma - Eublemmara - Eublemmistis - Eublemmoides - Eubolina - Eubryopterella - Eucala - Eucalimia - Eucalyptra - Eucampima - Eucapnodes - Eucarta - Eucatephia - Euchalcia - Euchoristea - Euchromalia - Eucirroedia - Eucladodes - Euclidia - Euclidiana - Euclidina - Euclystis - Eucocytia - Eucoptocnemis - Eucora - Eucosmocara - Eucropia - Eucyclomma - Eudaphaenura - Euderaea - Eudesmeola - Eudipna - Eudocima - Eudragana - Eudrapa - Eudryas - Eudyops - Euedwardsia - Eueretagrotis - Eugatha - Eugnathia - Eugnorisma - Eugoniella - Eugorna - Eugrammodes - Eugraphe - Eugrapta - Eugraptoblemma - Euharveya - Euherrichia - Euheterospila - Euhypena - Euimata - Euippodes - Eulaphygma - Eulepa - Eulepidotis - Euleucyptera - Eulintneria - Eulithosia | - Eulocastra - Eulonche - Eulymnia - Eumestleta - Eumichtis - Eumichtochroa - Eumicremma - Euminucia - Eumuelleria - Euneophlebia - Eunetis - Eunimbatana - Euonychodes - Eupalindia - Eupanychis - Euparthenos - Eupatula - Euphiusa - Euplexia - Euplexidia - Euplocia - Eupsephopaectes - Eupseudomorpha - Eupsilia - Eupsoropsis - Eurabila - Eurogramma - Eurois - Euromoia - Euros - Eurypsyche - Euryschema - Eurythmus - Eusceptis - Euschesis - Euscirrhopterus - Euscotia - Eusimara - Eusimplex - Eustrotia - Eustrotiopis - Eutactis - Eutamsia - Eutelephia - Eutelia - Euteliella - Eutermina - Euterpiodes - Euthales - Eutheiaplusia - Euthermesia - Eutolype - Eutoreuma - Eutornoptera - Eutrichopidia - Eutricopis - Eutrinita - Eutrogia - Euviminia - Euwilemania - Euxenistis - Euxoa - Euxoamorpha - Euxootera - Euxoullia - Euzancla - Evanina - Evia - Eviridemas - Evisa - Exagrotis - Exarnis - Exathetis - Exophyla - Exsula - Extremoplusia - Extremypena - Exyra |